# Honey Don't!
Honey Don't! es una película de comedia negra, dentro de los subgéneros, neo-noir y misterio estadounidense de 2025 dirigida por Ethan Coen, y coescrita con Tricia Cooke. Es la segunda colaboración  de ambos después de Drive-Away Dolls (2024). La película está protagonaziada por Margaret Qualley, Aubrey Plaza, y Chris Evans.
Fue estrenada en la competición oficial de la 78ª edición del Festival de Cine de Cannes, el 24 de mayo de 2025, con gran ovación. Está distribuida por Focus Features en Estados Unidos, cuyo estreno en cines está programado para el 22 de agosto.

## Reparto
- Margaret Qualley como Honey O'Donahue, una investigadora privada.
- Aubrey Plaza como MG Falcone, una oficial de policía.
- Charlie Day como Marty Metakawich, un detective privado.
- Chris Evans como el cura Drew Devlin.
- Billy Eichner
- Kristen Connolly como la hermana de Honey.
- Gabby Beans como Spider, una asistente de Honey.
- Talia Ryder como Corinne, la sobrina de Honey.
- Jacnier como Hector Bonner, un asistente de Honey.
- Don Swayze como Gary
- Josh Pafchek como Shuggie, Rev.
- Lena Hall
- Lera Abova
- Kale Browne
- Alexander Carstoiu
- Christian Antidormi
- Kinna McInroe

## Producción
En enero de 2024, se anunció que Margaret Qualley, Aubrey Plaza y Chris Evans protagonizarían la película. El guion fue escrito por el matrimonio formado por Ethan Coen y Tricia Cooke, como el segundo título de una "trilogía lésbica de serie B", tras Drive-Away Dolls (2024), que también protagonizó Qualley y también fue una película de atracos con temática lésbica. El dúo caracterizó la película como una comedia negra similar en tono a obras anteriores de los hermanos Coen, como Raising Arizona (1987). El lanzamiento de esta trilogía es el resultado de 20 años de escritura por parte de Coen y Cooke. Fue producida por Focus Features y Working Title Films.
La fotografía principal comenzó en Albuquerque, Nuevo México, el 25 de marzo de 2024 y finalizó el 23 de mayo.